# Tongo (Tibati)
Pour les articles homonymes, voir Tongo.
Tongo est un village du Cameroun situé dans le département du Djérem et la Région de l'Adamaoua. Il fait partie de la commune de Tibati.
Ce village se situe, plus précisément, à l'ouest du lac-réservoir de Mbakaou (environ 40 kilomètres) et près des villages de Daber, Mbirim et Koata.

## Population

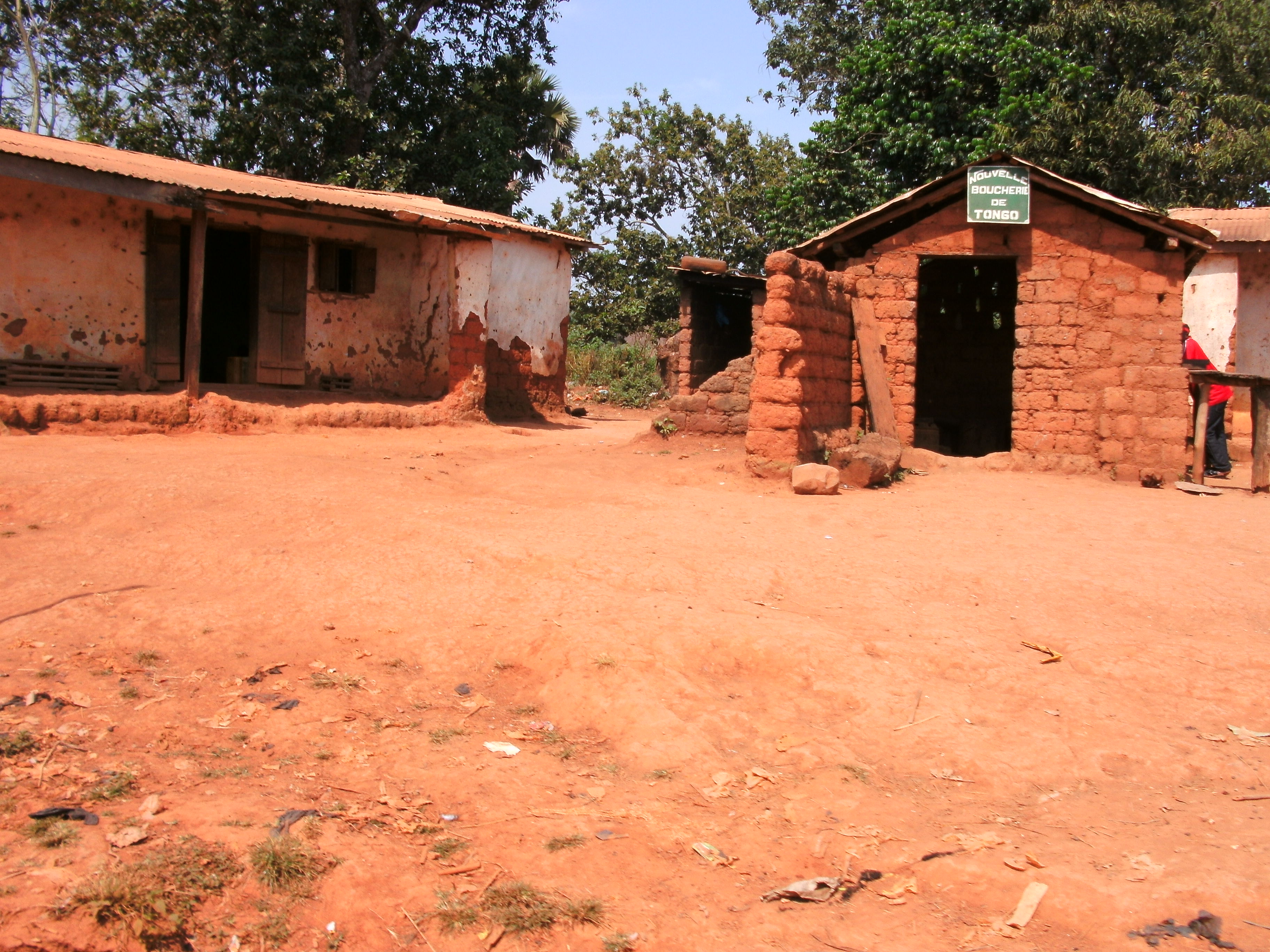
Boucherie en 2010.

En 1967, Tongo comptait 85 habitants, principalement des Peuls. Lors du recensement de 2005, le village était habité par 1 747 personnes, 851 de sexe masculin et 896 de sexe féminin.